# D-Groov
D-Groov é um duo brasileiro de produção de música eletrônica, composta por dois produtores do Rio de Janeiro, são eles Rafael Waddington e Daniel Ibeas. O duo, que já se apresentou no Ultra Music Festival, também são bem conhecidos por seu single "Go With Me", lançado em 2021 pela Braslive Records, e pelo remix oficial da canção "Algo Parecido" da banda Skank.

## Biografia

### 2011 - 2013: Antecedentes
Em 2011 Rafael Waddington iniciava sua carreira solo como DJ. Em 2013, Rafael fez um intercâmbio para Califórnia, onde frequentou alguns festivais de música eletrônica, e lá se deparou uma sonoridade que já era considerado como tendência global, o Deep House. Ainda em 2013, no evento Rio Me, realizado no Brasil, Rafael conhece Daniel Ibeas ao acaso, um encontro que marcaria o início do duo.

### 2014: O Início de tudo
O projeto que teve seu início em outubro de 2014, teve sua estreia em sua cidade natal, o Rio de Janeiro. Em 2015 o duo fora convidado a se integrar ao casting da agência carioca 2V Ventures. Ainda neste ano, ambos os integrantes iniciaram os cursos de produção musical na escola LOOP e Make Music Now respectivamente.

### 2015 - 2017: Primeiras produções
Seu primeiro single, intitulado "Midnight", foi lançado no final de 2015, pela gravadora russa MixFeed. Em 2016, D-Groov entra para o casting da produtora de eventos carioca, Love Sessions. Neste mesmo ano o duo realiza o lançamento de quatro singles intitulados "Get Down", "Can't Get Enough", "Fire" e "Kind of Love" respectivamente. Em 2017, o duo é convidado a se apresentar no Ultra Music Festival Brasil e Rio Music Carnival, o qual se apresentaram por 3 anos consecutivos. Passando por uma breve crise de identidade, o duo realiza dois lançamentos neste ano, os singles "Galaxy" e "Waiting for the Sunrise".

### 2018 - presente: Nova sonoridade
Em novembro de 2018, D-Groov é convidado oficialmente a remixar a nova faixa da banda Skank, intitulada "Algo Parecido. O remix foi lançado oficialmente no dia 23 de novembro. Atualmente o duo que passou por uma reformulação na sua linha sonora, marca sua nova identidade musical com seus singles, "Like You Wish", "Go With Me", "Midnight Sky", "Can’t Escape" e seu mais recente EP “Poker Game”.

## Discografia

### Extended Plays
| Título                                | Mês   | Ano  |
| ------------------------------------- | ----- | ---- |
| "Poker Game" (com Vicentini & Sarria) | Julho | 2021 |

### Singles

#### Como Artista Principal
| Título                                            | Mês      | Ano  |
| ------------------------------------------------- | -------- | ---- |
| "Get Down"                                        | Maio     | 2016 |
| "Can't Get Enough" (com Rawa)                     | Maio     | 2016 |
| "Fire"                                            | Agosto   | 2016 |
| "Kind of Love" (com Victor Oliver & Vicentini)    | Agosto   | 2016 |
| "Night Time" (com Dual Channels)                  | Novembro | 2016 |
| "You Got Me" (com Pump Gorilla)                   | Novembro | 2016 |
| "Galaxy"                                          | Agosto   | 2017 |
| "Waiting for the Sunrise" (com Vipp Code)         | Outubro  | 2017 |
| "Lose Control" (com Lacosh & Magga)               | Setembro | 2018 |
| "O Que Somos Juntos" (com Gesualdi & Lucca Diniz) | Novembro | 2018 |
| "Believe" (com Nostalgic)                         | Abril    | 2019 |
| "Rover"                                           | Maio     | 2019 |
| "Back to the Basics"                              | Julho    | 2019 |
| "House Party"                                     | Outubro  | 2019 |
| "My F* Team"                                      | Novembro | 2019 |
| "I Need the Bass"                                 | Janeiro  | 2020 |
| "Move" (com Brunelli)                             | Março    | 2020 |
| "Chasing Fire" (com KillWill & Ricks)             | Abril    | 2020 |
| "Cities" (com Rhoden)                             | Agosto   | 2020 |
| "Only Now" (com Zambelli)                         | Dezembro | 2020 |
| "Like You Wish" (com Briana)                      | Janeiro  | 2020 |
| "Go With Me" (com Zambelli)                       | Março    | 2020 |
| "Tu Tururu Tutu" (com Beowulf)                    | Maio     | 2020 |
| "Midnight Sky"                                    | Julho    | 2020 |
| "Silent Winter" (com Ming & SGAR)                 | Setembro | 2020 |
| "Sky" (com Zeeman)                                | Setembro | 2020 |
| "Storm" (com Ming & SGAR)                         | Setembro | 2020 |
| "Let You Go"                                      | Outubro  | 2020 |
| "Open Your Eyes" (com Ming & SGAR)                | Outubro  | 2020 |

### Remixes
| Título                   | Mês       | Ano  | Composição original por |
| ------------------------ | --------- | ---- | ----------------------- |
| "Feel The Pressure"      | Outubro   | 2016 | Pombeatz                |
| "Se A Gente Pode Sonhar" | Junho     | 2018 | SoFly                   |
| "Algo Parecido"          | Novembro  | 2018 | Skank                   |
| "Se É Pra Ser"           | Fevereiro | 2018 | Wolf Player & Efinito   |
| "O Seu Calor"            | Setembro  | 2018 | Blackout                |
| "Closer"                 | Setembro  | 2021 | Santti & Double MZK     |